# Dècada del 1430
La dècada del 1430 comprèn el període que va des de l'1 de gener del 1430 fins al 31 de desembre del 1439.

## Esdeveniments
- Reformes polítiques a l'Imperi Inca, que l'ajuden a créixer
- Auge cultural a la futura Itàlia